# اسم أبوي
الاسم الأَبَوِيّ أو الاسم المنسوب لأب هو اسم مكون من اسم شخصي يستند إلى الاسم المحدد لأب أو جده، أو سلف سابق.

## الاستخدام التاريخي والحالي

### العربية
باللغة العربية، كلمة «ابن» (البادئة بن تستخدم بالمثل في العبرية) بالإضافة إلى ذلك، «بنت» ( بنت ) تعني «ابنة». وهكذا، على سبيل المثال، «علي بن عمرو» يعني «علي ابن عمرو» وتحذف «ا» من «ابن» لأنها همزة وصل.

### شمال إفريقيا
عادةً ما يتبع الأشخاص الأفارقة المسلمون وغير الناطقين بالعربية، مثل الهوسا والفولاني، عادة (مع بعض الاستثناءات) نمط التسمية العربية. تم حذف الكلمة أو العبارة التي تعني «ابن». إذن محمد بن إبراهيم بن أحمد هو «محمد إبراهيم أحمد»، ومحمد إبراهيم أحمد بن علي هو «علي محمد إبراهيم».

### الآرامية
في الآرامية، البادئة bar- يعني «ابن» ويستخدم بادئة معناها «ابن». في الكتاب المقدس، يُطلق على بيتر اسم بار-يونان في إنجيل متي 16: 17، وربما يُطلق على ناثانائيل اسم بارثولوميو لأنه ابن تولماي (أو ابن بطليموس، مع «P» يتم تخفيضه). يمكن أن تكون الألقاب رمزية، على سبيل المثال في كتاب أعمال الرسل 4: 36-37، يُسمى رجل يدعى يوسف برنابا بمعنى «ابن العزاء».

### الفارسية
في الفارسية، پَتوَند تُشكل بأسماء تنتهي بلاحقة پور للرجال ودُخت للنساء. على سبيل المثال: شهبور (ابن الملك) وسينابور (ابن سينا). حسب البلد، بعض اللواحق أكثر شيوعًا من غيرها. على سبيل المثال، في إيران، تكون اللاحقة «بور» شائعة في أفغانستان، واللاحقة زاده أو «زاد» زاد شائع، رغم أن زاده شائع في إيران.

### التركية
تشيع في التركية كلمة أوغلي أو أوغلو في نسبة الناس وتعني ابن، من الأمثلة: أحمد داود أوغلي وزير الخارجية التركي السابق، مولود جاويش أوغلي ومحمد قصاب أوغلو.

### الإنجليزية
في إنجلترا، غالبًا ما كانت الأسماء التي تنتهي بـ «الابن» لاحقة شائعة. بالإضافة إلى ذلك، تظهر بادئة fitz الفرنسية القديمة (بشكل أكثر تحديدًا، نورمان ) (التي تعرف باسم فلس الفرنسية الحديثة، والتي تعني «الابن»)، في خطوط العائلة الأرستقراطية في إنجلترا التي يرجع تاريخها إلى الفتح النورماندي، وأيضًا بين الأنكلو-إيرلنديين . وبالتالي هناك أسماء مثل Fitzgerald و Fitzhugh. من الأمور ذات الأهمية الخاصة اسم «فيتزروي»، بمعنى «ابن الملك»، الذي استخدمه أطفال ملكيون غير شرعيين اعترف بهم آباؤهم على هذا النحو. 